# Prostanthera granitica
Prostanthera granitica là một loài thực vật có hoa trong họ Hoa môi. Loài này được Maiden & Betche miêu tả khoa học đầu tiên năm 1905.